# Ли, Шерил
Ше́рил Ли (англ. Sheryl Lee, род. 22 апреля 1967) — американская актриса, снимающаяся преимущественно в независимом кино, наиболее известная по роли Лоры Палмер в культовом телесериале «Твин Пикс».

## Биография
Шерил Ли родилась 22 апреля 1967 года в городе Аугсбург (Бавария, Германия) в семье художницы и архитектора. Её младшая сестра — учительница игры на пианино.
Детство Шерил прошло в городе Боулдер (штат Колорадо, США). В детстве она мечтала стать танцовщицей, но занятия танцами пришлось оставить из-за нескольких травм и операций. В пятнадцать лет сыграла в школьной постановке пьесы «Дурное семя» (англ. «The Bad Seed»). В 1985 году после окончания школы (Fairview High School) она поступила в Американскую Академию Драматических Искусств (англ. American Academy of Dramatic Arts) в Пасадене. Затем Шерил переезжает в Сиэтл, где начинает работать в театре и через некоторое время знакомится с режиссёром Дэвидом Линчем. В 1989 году переезжает в Лос-Анджелес.
Шерил замужем за музыкантом Джессом Даймондом (англ. Jesse Diamond), они с мужем воспитывают сына Элайджу (Элайджа (англ. Elijah) родился 2 мая 2000 года).

## Карьера
Дебют в кино для Шерил состоялся в 1990 году с эпизодической роли в комедии режиссёра Лоуренса Кэздана «Я люблю тебя до смерти». Имя Шерил даже не было упомянуто в титрах.
В этом же году Дэвид Линч предлагает ей сыграть Лору Палмер в пилотной серии телесериала «Твин Пикс». Также специально для неё Дэвид Линч вводит в сценарий нового персонажа Мэдди Фергюсон — кузину и двойника покойной Лоры Палмер. Через два года Шерил возвращается к своей героине Лоре Палмер в приквеле «Твин Пикс: Сквозь огонь».
Одной из выдающихся ролей Шерил стала роль известной женщины-фотографа Астрид Кирхгерр в биографическом фильме «Пятый в квартете» (1994) о раннем периоде творчества группы The Beatles. В интервью о фильме актриса призналась, что до съёмок она не интересовалась музыкой Битлз, а о своей героине и её связи с Битлз узнала впервые. Лучше понять характер Кирхгерр ей помогла встреча с ней перед началом съёмок.
В 1995 году Шерил была занята в драме «Записки из подполья» — экранизации одноимённого романа Фёдора Достоевского. В 1996 году Шерил сыграла роль Хельги Нот в фильме «Мать-Ночь» — экранизации романа Курта Воннегута «Мать Тьма». В 1998 году вместе с Джеймсом Вудсом и Дэниэлом Болдуином снималась в фильме Джона Карпентера «Вампиры». Роль проститутки Кетрины, которая постепенно становилась вампиром, принесла Шерил номинацию на премию «Сатурн» (приз Академии научной фантастики, фэнтези и фильмов ужасов США) в категории «Лучшая актриса второго плана».
Помимо съёмок в кино Шерил играет в театре, одной из самых значительных её ролей стала роль в нью-йоркской постановке «Саломеи» (Salome) 1992 года, где её партнёром на сцене был Аль Пачино.
В 2017 году вновь сыграла Лору Палмер в третьем сезоне сериала «Твин Пикс». В том же году озвучила аудиокнигу по роману Дженнифер Линч «Тайный дневник Лоры Палмер».

## Избранная фильмография
| Год       |    | Русское название          | Оригинальное название          | Роль                         |
| --------- | -- | ------------------------- | ------------------------------ | ---------------------------- |
| 1990      | ф  | Я люблю тебя до смерти    | I Love You to Death            | девушка в библиотеке         |
| 1990      | ф  | Дикие сердцем             | Wild At Heart                  | добрая фея Глинда            |
| 1990—1991 | с  | Твин Пикс                 | Twin Peaks                     | Лора Палмер / Мэдди Фергюсон |
| 1992      | с  | Дневники Красной Туфельки | Red Shoe Diaries               | Кэт Лион                     |
| 1991      | тф | Любовь, ложь и убийство   | Love, Lies and Murder          | Патти Бейли                  |
| 1992      | ф  | Твин Пикс: Сквозь огонь   | Twin Peaks: Fire Walk With Me  | Лора Палмер                  |
| 1992      | ф  | Девушка из Джерси         | Jersey Girl                    | Тара                         |
| 1994      | с  | Доктор Куин: Женщина-врач | Dr. Quinn, Medicine Woman      | Кэтрин                       |
| 1994      | тф | Гвиневер                  | Guinevere                      | королева Гвиневра            |
| 1994      | ф  | Пятый в квартете          | Backbeat                       | Астрид Кирхгер               |
| 1994      | ф  | Не делай этого            | Don’t Do It                    | Мишель                       |
| 1995      | ф  | Время падения             | Fall Time                      | Пэтти / Кэрол                |
| 1995      | ф  |                           | Homage                         | Люси Самюэль                 |
| 1995      | ф  | Записки из подполья       | Notes from Underground         | Лиза                         |
| 1995      | тф | По течению реки           | Follow the River               | Мэри                         |
| 1996      | ф  | Мать-ночь                 | Mother Night                   | Хельга Нот                   |
| 1997      | ф  | Блаженство                | Bliss                          | Мария                        |
| 1997      | ф  | Гори все огнём            | This World, Then the Fireworks |                              |
| 1997      | тф | Давид                     | David                          |                              |
| 1997      | ф  | Кровавые апельсины        | The Blood Oranges              | Фиона                        |
| 1998      | ф  | Вампиры                   | Vampires                       | Кетрина                      |
| 1998      | ф  | Взгляд Данте              | Dante’s View                   | Сэм                          |
| 1999      | ф  | Танец ангела              | Angel’s Dance                  | Анжела                       |
| 1999      | ф  | Поцелуй небеса            | Kiss the Sky                   | Энди                         |
| 2001      | ф  | Женатый                   | Hitched                        | Ева Роббинс                  |
| 2002      | ф  | Дети и их дни рождения    | Children on Their Birthdays    | Элинор Мёрфи                 |
| 2003      | с  | Клан                      | Kingpin                        |                              |
| 2003      | с  | Без следа                 | Without a Trace                | Тина Ходжес                  |
| 2004      | с  | Отчаянные домохозяйки     | Desperate Housewives           | Мэри Элис Янг                |
| 2004      | с  | Доктор Хаус               | House                          | Стефани Грин                 |
| 2005—2006 | с  | Холм одного дерева        | One Tree Hill                  | Элли Харп                    |
| 2006      | с  | C.S.I.: Нью Йорк          | CSI: NY                        | Эллен Гарнер                 |
| 2007      | с  | Грязные мокрые деньги     | Dirty Sexy Money               | Андреа Смитсон               |
| 2010      | ф  | Зимняя кость              | Winter’s Bone                  | Эйприл                       |
| 2010      | с  | Обмани меня               | Lie to me                      | Жанетт Брукс                 |
| 2011      | ф  | Поля                      | Texas Killing Field            | Люси                         |
| 2012      | с  | Восприятие                | Perception                     | Лэйси Пендерхолл             |
| 2017      | с  | Твин Пикс                 | Twin Peaks                     | Лора Палмер                  |

## Награды и номинации
Перечислены основные награды и номинации. Полный список наград смотри на IMDb.com.
- 1993 год:

 — номинация на премию «Сатурн» (приз Академии научной фантастики, фэнтези и фильмов ужасов США) в категории «Лучшая актриса» за роль Лоры Палмер в фильме «Твин Пикс: Сквозь огонь»;
 — номинация на премию Independent Spirit Awards в категории «Лучшая актриса» за роль Лоры Палмер в фильме «Твин Пикс: Сквозь огонь»;
- 1995 год — награда «Spirit of Sundance Award for her body of work» на кинофестивале «Санденс»;
- 1999 год — номинация на премию «Сатурн» (приз Академии научной фантастики, фэнтези и фильмов ужасов США) в категории «Лучшая актриса второго плана» за роль Катрины в фильме «Вампиры».